# Royal Rumble (2022)
Royal Rumble (2022) – gala wrestlingu wyprodukowana przez federację WWE dla zawodników z brandów Raw i SmackDown. Odbyła się 29 stycznia 2022 w The Dome at America’s Center w St. Louis w stanie Missouri. Emisja była przeprowadzana na żywo za pośrednictwem serwisu strumieniowego Peacock w Stanach Zjednoczonych i WWE Network na całym świecie oraz w systemie pay-per-view. Była to trzydziesta piąta gala w chronologii cyklu Royal Rumble.
Podczas gali odbyło się sześć walk. W walce wieczoru, tytułowy Royal Rumble match mężczyzn zwyciężył Brock Lesnar po tym, jak wcześniej przegrał WWE Championship na rzecz Bobby’ego Lashleya, stając się pierwszym byłym mistrzem świata, który wygrał tytułową walkę tej samej nocy, na której stracił tytuł. To również uczyniło go dziewiątym dwukrotnym zwycięzcą Royal Rumble matchu, po raz pierwszy wygrywając go w 2003 roku i ustanowił rekord najdłuższego czasu między zwycięstwami w Royal Rumble matchu (19 lat), a także najmniej czasu spędzonego w walce przed jego wygraną (2:30). Żeński Royal Rumble match wygrała Ronda Rousey, która ostatni raz wystąpiła na WrestleManii 35 w 2019 roku. W pierwszej walce, Seth "Freakin" Rollins pokonał Romana Reignsa przez dyskwalifikację, ale Reigns obronił Universal Championship, ponieważ tytuły nie zmieniają posiadacza przez dyskwalifikację, chyba że postąpiono inaczej. Aktor/kaskader Jackass, Johnny Knoxville i piosenkarz reggaeton Bad Bunny pojawili się w męskim Royal Rumble match, a panująca mistrzyni Świata Impact Knockouts Mickie James pojawiła się w żeńskim. Była to również ostatnia gala WWE dla hiszpańskiego komentatora Carlosa Cabrery.

## Produkcja i rywalizacje
Royal Rumble oferowało walki profesjonalnego wrestlingu z udziałem wrestlerów należących do brandów Raw i SmackDown. Wyreżyserowane rywalizacje (storyline’y) były kreowane podczas cotygodniowych gal Raw i SmackDown. Wrestlerzy są przedstawieni jako heele (negatywni, źli zawodnicy i najczęściej wrogowie publiki) i face’owie (pozytywni, dobrzy i najczęściej ulubieńcy publiki), którzy rywalizują pomiędzy sobą w seriach walk mających budować napięcie. Kulminacją rywalizacji jest walka wrestlerska lub ich seria.
Tradycją gali Royal Rumble jest zorganizowanie dwóch Royal Rumble matchy, w którym zwycięzca otrzymał szansę na walkę o WWE Championship (brandu Raw) lub WWE Universal Championship (brandu SmackDown) na WrestleManii 38, a zwyciężczyni otrzymała szansę na walkę o WWE Raw Women’s Championship lub WWE SmackDown Women’s Championship także na WrestleManii 38.

### Brock Lesnar vs. Bobby Lashley
Na Day 1, Brock Lesnar pokonał Bobby’ego Lashleya, Setha "Freakin" Rollinsa, Kevina Owensa i broniącego tytułu Big E w Fatal 5-Way matchu, by wygrać WWE Championship; pierwotnie zaplanowano to jako Fatal 4-Way match, ale Lesnar został dodany, ponieważ jego zabookowana walka z Universal Championem Romanem Reignsem została odwołana, ponieważ Reigns uzyskał pozytywny wynik testu na COVID-19. Na następnym odcinku Raw, Lesnar ponownie spotkał się z Paulem Heymanem, który ogłosił, że pierwszy pretendent Lesnara do tytułu zostanie określony przez Fatal 4-Way match pomiędzy Lashleyem, Owensem, Rollinsem i Big E. Lashley wygrał walkę, aby otrzymać pojedynek Lesnarem o WWE Championship na Royal Rumble.

### Edge i Beth Phoenix vs. The Miz i Maryse
Na Day 1, WWE Hall of Famer Beth Phoenix pojawiła się, aby pomóc swojemu mężowi i Hall of Famemerowi, Edge’owi, kiedy został zaatakowany przez Maryse, gdy był zaangażowany w walkę z The Mizem; Edge ostatecznie wygrał walkę. Na następnym odcinku Raw, Miz i Maryse skrytykowali Edge’a i Phoenix, a ten ostatni wyzwał Miza i Maryse na Mixed Tag Team match na Royal Rumble. Miz zgodził się, pomimo niezadowolenia Maryse.

### Becky Lynch vs. Doudrop
Na Day 1, Becky Lynch pokonała Liv Morgan, aby zachować  Raw Women’s Championship. Na następnym odcinku Raw, Morgan skonfrontowała z Lynch, pragnąc kolejnego rewanżu. Bianca Belair przerwała, również pragnąc walki o mistrzostwo z powodu nierozstrzygniętej rywalizacji z Lynch, która rozpoczęła się na SummerSlam w 2021 roku. Następnie doszło do bójki. Później na backstage’u Doudrop skonfrontowała się z WWE officials Adamem Pearcem i Sonyą Deville, domagając się walki o tytuł, ponieważ była zmęczona Belair i Morgan, którzy zawsze mieli okazje. Pearce i Deville ogłosili na następny tydzień pojedynek Triple Threat match pomiędzy Belair, Doudrop i Morgan, w którym zwycięzca zmierzy się z Lynch o Raw Women’s Championship na Royal Rumble. Walkę wygrała Doudrop, dzięki atakowi Lynch na Belair.

### Johnny Knoxville vs. Sami Zayn/Męski Royal Rumble match
Na Day 1, aktor Jackass i kaskader Johnny Knoxville ogłosił, że weźmie udział w męskim Royal Rumble matchu. Na następnym odcinku SmackDown, Sami Zayn spotkał się z Knoxvillem na backstage’u i stwierdził, że Knoxville nie zakwalifikował się do rywalizacji w Royal Rumble matchu, ani nie zdobył okazji, by w nim uczestniczyć. Po tym, jak Zayn przegrał swoją walkę tej nocy, Knoxville wybiegł do ringu i wyrzucił Zayna przez górną linę. Spiker Mike Rome ogłosił następnie, że Knoxville oficjalnie zakwalifikował się do Royal Rumble matchu, ku niezadowoleniu Zayna.

### Roman Reigns vs. Seth "Freakin" Rollins
7 stycznia na odcinku SmackDown, gdy Universal Champion Roman Reigns nie miał pretendenta do tytułu na Royal Rumble, WWE official Adam Pearce poinformował Reignsa, że wybrał jego przeciwnika. Reigns odprawił Pearce’a, stwierdzając, że pokonał już wszystkich z listy SmackDown. Później tej nocy, Seth "Freakin" Rollins z Raw skonfrontował się z Reignsem w jego szatni, śmiejąc się histerycznie z Reignsa, pozornie potwierdzając, że był wyborem Pearce’a. 10 stycznia na odcinku Raw, Rollins potwierdził, że będzie walczył z Reignsem o Universal Championship na Royal Rumble w międzybrandowym pojedynku. 21 stycznia na odcinku SmackDown, Rollins i Kevin Owens pokonali The Usos (Jey Uso i Jimmy Uso) przez dyskwalifikację dzięki interwencji Reignsa, i zgodnie z stypulacją, The Usos zostali zbanowani z ringside’u podczas walki o Universal Championship; a jeśli Rollins i Owens by przegrali, Rollins stracił by swoją walkę o tytuł.

### Żeński Royal Rumble match
7 stycznia na odcinku SmackDown, SmackDown Women’s Champion Charlotte Flair ujawniła 18 wrestlerek, które będą rywalizować w Royal Rumble matchu kobiet, w tym WWE Hall of Famers i weterani, a zwłaszcza Impact Knockouts World Champion Mickie James – pierwszy raz WWE otwarcie uznało jedno z mistrzostw Impact Wrestling. Dodatkowo Flair zadeklarowała, że również weźmie udział w walce, stwierdzając, że będzie pierwszą panującą mistrzynią kobiet, która wygra Royal Rumble. Podczas gdy zwycięzca tradycyjnie wygrywa walkę o mistrzostwo na WrestleManii, Flair powiedziała, że zamiast tego jej nagrodą będzie wybór przeciwnika na WrestleManii 38.

## Gala
| Rola:                           | Osoba:                                              |
| ------------------------------- | --------------------------------------------------- |
| Komentatorzy angielskojęzyczni  | Michael Cole (SmackDown/Męski Royal Rumble match)   |
| Komentatorzy angielskojęzyczni  | Pat McAfee (SmackDown/Męski Royal Rumble match)     |
| Komentatorzy angielskojęzyczni  | Jimmy Smith (Raw/Żeński Royal Rumble match)         |
| Komentatorzy angielskojęzyczni  | Corey Graves (Raw/Żeński Royal Rumble match)        |
| Komentatorzy angielskojęzyczni  | Byron Saxton (Raw/Żeński Royal Rumble match)        |
| Komentatorzy hiszpańskojęzyczni | Carlos Cabrera                                      |
| Komentatorzy hiszpańskojęzyczni | Marcelo Rodriguez                                   |
| Spikerzy                        | Mike Rome (Raw/Żeński Royal Rumble match)           |
| Spikerzy                        | Samantha Irvin (SmackDown/Męski Royal Rumble match) |
| Sędziowie                       | Danilo Anfibio                                      |
| Sędziowie                       | Shawn Bennett                                       |
| Sędziowie                       | Jessika Carr                                        |
| Sędziowie                       | Dan Engler                                          |
| Sędziowie                       | Daphne Lashaunn                                     |
| Sędziowie                       | Eddie Orengo                                        |
| Sędziowie                       | Chad Patton                                         |
| Sędziowie                       | Charles Robinson                                    |
| Sędziowie                       | Ryan Tran                                           |
| Sędziowie                       | Rod Zapata                                          |
| Panel Pre-show                  | Kayla Braxton                                       |
| Panel Pre-show                  | Kevin Patrick                                       |
| Panel Pre-show                  | Peter Rosenberg                                     |
| Panel Pre-show                  | Booker T                                            |
| Panel Pre-show                  | Jerry Lawler                                        |

### Główne show
Pay-per-view rozpoczęło się, gdy Roman Reigns bronił mistrzostwo Universal przeciwko Sethowi "Freakin" Rollinsowi, a The Usos (Jey Uso i Jimmy Uso) nie mogli wejść na ringside. Reigns wszedł jako pierwszy, a za nim Rollins, który wyszedł do poprzedniej piosenki wejściowej i poprzedniego ubrania The Shield i przeszedł przez tłum, by drwić z Reignsa. Rollins wykonał Powerbomb na Reignsie na stole komentatorskim. Rollins wykonał Stomp on Reignsie, ale nie udało się go przypiąć. Rollins wykonał Pedigree on Reignsie i ponownie go nie przypiął. W końcowych momentach, Reigns założył dźwignię Gilotynę na Rollinsie, który chwycił linę, aby przerwać poddanie; jednak Reigns odmówił przerwania wykonywania dźwigni na Rollisie i został zdyskwalifikowany. Rollins wygrał walkę, ale Reigns zachował tytuł, ponieważ tytułu nie traci się przez dyskwalifikację, chyba że postanowiono inaczej. Po walce, Reigns zaciekle atakował Rollinsa stalowym krzesłem.
Następny był Royal Rumble match kobiet, w którym zwyciężczyni zdobędzie walkę o mistrzostwo kobiet na WrestleManii 38. Sasha Banks rozpoczęła walkę wraz z Meliną w swojej pierwszej walce w WWE od 2011 roku. Banks wyeliminowała Melinę wcześnie, podobnie jak Kelly Kelly (nr 4), tylko po to, aby Queen Zelina (nr 7) wyeliminowała Banks. Zamiast wziąć udział w walce, Sonya Deville (nr 11) zasiadła przy stole komentatorskim. Cameron, w swoim pierwszym występie w WWE od 2016 roku, weszła z numerem 13. Deville następnie oficjalnie weszła do walki i wyeliminowała Cameron, ze względu na jej powiązania z Naomi, z którą Deville rywalizowała na SmackDown. Naomi weszła z numerem 14 i wyeliminowała Deville, która później odwdzięczyła się i wyeliminowała Naomi. Ivory weszła z numerem 18 w swoim gimmicku Right to Censor i została szybko wyeliminowana przez Rheę Ripley (nr 16). Mistrzyni Świata Impact Knockouts, Mickie James, weszła z numerem 20 i została wyeliminowana przez Litę (nr 26). Alicia Fox i Sarah Logan niespodziewanie powróciły z numerami odpowiednio 21 i 25, ale zostały wyeliminowane przez powracające Bella Twins, Brie Bella (nr 19) i Nikki Bella (nr 24). Summer Rae, która pojawiła się na SmackDown przed galą, ponownie rozpoczęła rywalizację z Natalyą (nr 12), powróciła do ringu po raz pierwszy od ponad 6 lat z numerem 23, ale została wyeliminowana przez Natalyę. Mighty Molly weszła z numerem 27 i została zaatakowana przez Nikki A.S.H. (nr 22) i szybko została wyeliminowana. Ronda Rousey niespodziewanie powróciła z numerem 28, po raz pierwszy od czasu WrestleManii 35 w kwietniu 2019 roku. Ostatnia czwórka, która została w walce to Flair, Rousey, Bianca Belair (nr 8) i Shayna Baszler (nr 30). Belair i Baszler zostały wyeliminowane przez Flair. Gdy Flair próbowała wyeliminować Rousey, to ona złapała Flair i wyeliminowała ją, aby wygrać walkę i zdobyć walkę o mistrzostwo kobiet na WrestleManii 38.
Następnie, Becky Lynch broniła mistrzostwo kobiet Raw przeciwko Doudrop. W końcówce, Lynch wykonała Manhandle Slam z najwyższej liny na Doudrop, aby zachować tytuł.
W czwartej walce, Brock Lesnar (w towarzystwie Paula Heymana) bronił mistrzostwo WWE przeciwko Bobby’emu Lashleyowi (w towarzystwie MVP). Na początku walki, Lesnar i Lashley wykonali przeciwko sobie German Suplexy. Lashley następnie wykonał dwa Speary na Lesnarze, który wytoczył się poza ring. Gdy Lashley próbował wykonać Spear na Lesnarze przez barykadę, tak jak zrobił to na Day 1, Lesnar usunął się z drogi, a Lashley przebił się przez barykadę. Po powrocie na ring, Lesnar wykonał wiele German Suplexów na Lashleyu. Gdy Lashley założył dźwignię Hurt Lock, Lesnar próbował się uwolnić, wciskając Lashleya w narożnik, nieumyślnie obezwładniając sędziego. Lesnar wykonał F5 na Lashleyu, który przypadkowo ponownie obezwładnił sędziego. W końcówce, Roman Reigns wszedł na ring i wykonał Spear na Lesnarze. Reigns zasygnalizował Heymanowi, aby wręczył mu pas mistrzowski WWE Championship, co zrobił, stając przeciwko Lesnarowi. Reigns następnie uderzył Lesnara w głowę pasem mistrzowskim, po czym Heyman odszedł z Reignsem, ponownie dostosowując się do Reignsa jako jego specjalny doradca. Lashley przypiął Lesnara, aby po raz drugi zdobyć tytuł.
W przedostatniej walce, Edge i Beth Phoenix zmierzyli się z The Miz i Maryse w Mixed Tag Team matchu. Podczas walki, gdy sędzia był skoncentrowany na Mizie, Maryse uderzyła Phoenix od tyłu torebką, prawie przypinając ją, a także zdołała wykonać Hurricanrana na Edge’u z górnej liny. Miz wykonał Skull Crushing Finale na Edge’u, i był bliski przypięcia. Ostatecznie Edge i Phoenix wykonali podwójny Spear na Mizie i wykonali parę Glam Slamów na Mizie i Maryse, aby wygrać walkę.

### Walka wieczoru
Walką wieczoru był męski Royal Rumble match o walkę o światowy tytuł na WrestleManii 38. Walkę rozpoczęli AJ Styles i mistrz Interkontynentalny Shinsuke Nakamura. Johnny Knoxville wszedł z nr 9 i wszedł po Samim Zaynie (nr 8). Po tym, jak Knoxville wykonał kilka finisherów od innych wrestlerów, został wyeliminowany przez Zayna, który następnie został wyeliminowany przez Stylesa. Omos wszedł z numerem 11 i wyeliminował kilku uczestników. Pozostali zjednoczyli się przeciwko Omosowi, aby go wyeliminować, w tym Styles. Happy Corbin (nr 15) i Madcap Moss (nr 19) pomagali sobie nawzajem w wyeliminowaniu niektórych uczestników. Drew McIntyre niespodziewanie powrócił po kontuzji z numerem 21 i wyeliminował Corbina i Mossa w ramach zemsty za kontuzjowanie go kilka tygodni wcześniej. Kofi Kingston wszedł z numerem 24, ale został wyeliminowany w 20 sekund z powodu zbotchowanego spotu; próbował wylądować na zewnętrznej barykadzie, ale obie stopy przypadkowo dotknęły podłogi. W swoim pierwszym występie od WrestleManii 37 rok wcześniej, piosenkarz reggaeton Bad Bunny wszedł z numerem 27 jako niespodziewany uczestnik i wyeliminował Sheamusa (nr 18) i Dolpha Zigglera (nr 16). Shane McMahon, również w swoim pierwszym występie od WrestleManii 37, niespodziewanie wszedł z numerem 28 i wyeliminował Kevina Owensa (nr 22). Brock Lesnar następnie wszedł jako niespodzianka z numerem 30 i wyeliminował Randy’ego Ortona (nr 29) i Bad Bunny’ego, pozostawiając finałową czwórkę, McIntyre’a, McMahona i Riddle’a (nr 20). Lesnar wyeliminował Riddle’a i McMahona, po czym zmierzył się z McIntyre’em, tym samym, który wyeliminował Lesnara na Royal Rumble 2020. McIntyre spudłował z Claymore Kickiem, a Lesnar przerzucił McIntyre’a przez górną linę ruchem F5, aby wygrać walkę i zdobyć walkę o światowy tytuł na WrestleManii 38, stając się czwartą osobą, która wygrała z numerem 30 (po The Undertakerze w 2007 roku, Johnie Cenie w 2008 roku i Triple H’u w 2016 roku). To sprawiło, że Lesnar został dziewiątym dwukrotnym zwycięzcą Royal Rumble matchu, a jego pierwsze zwycięstwo miało miejsce w 2003 roku. To również uczyniło go pierwszą osobą, która przegrała walkę o światowe mistrzostwo, a następnie wygrała tytułową walkę tej samej nocy. Wśród innych wielokrotnych zwycięzców Royal Rumble matchu, Lesnar ustanowił również rekord najdłuższego czasu między zwycięstwami w Royal Rumble matchu wynoszącą 19 lat. Ustanowił również rekord za najmniej czasu spędzonego w Royal Rumble matchu, zanim go wygrał. Był w walce przez 2 minuty i 30 sekund, bijąc rekord Edge’a z 2010 roku o 5 minut i 7 sekund.

## Wyniki walk
| Nr                                 | Wyniki                                                                               | Stypulacje                                                                                         | Czas  |
| ---------------------------------- | ------------------------------------------------------------------------------------ | -------------------------------------------------------------------------------------------------- | ----- |
| 1                                  | Seth "Freakin" Rollins pokonał Romana Reignsa (c) przez dyskwalifikację              | Singles match o WWE Universal Championship The Usos (Jey i Jimmy Uso) byli zbanowani z ringside’u. | 14:25 |
| 2                                  | Ronda Rousey wygrała eliminując jako ostatnią Charlotte Flair                        | 30-osobowy żeński Royal Rumble match o miano pretendentki do kobiecego tytułu na WrestleManii 38   | 59:40 |
| 3                                  | Becky Lynch (c) pokonała Doudrop poprzez pinfall                                     | Singles match o WWE Raw Women’s Championship                                                       | 13:00 |
| 4                                  | Bobby Lashley (z MVP) pokonał Brocka Lesnara (c) (z Paulem Heymanem) poprzez pinfall | Singles match o WWE Championship                                                                   | 10:15 |
| 5                                  | Edge i Beth Phoenix pokonali The Miza i Maryse poprzez pinfall                       | Mixed Tag Team match                                                                               | 12:30 |
| 6                                  | Brock Lesnar wygrał eliminując jako ostatniego Drew McIntyre’a                       | 30-osobowy męski Royal Rumble match o miano pretendenta do światowego tytułu na WrestleManii 38    | 51:10 |
| (c) – mistrz/mistrzyni przed walką |                                                                                      | |       |

### Wejścia i eliminacje w żeńskim Royal Rumble matchu
– członkini brandu Raw
    – członkini brandu SmackDown
    – członkini WWE Hall of Fame
    – członkini Impact Wrestling
    – wolna agentka
    – zwyciężczyni
| Nr. wejściowy | Wrestlerka      | Brand            | Nr. eliminacji | Wyeliminowana przez       | Czas  | Eliminacje |
| ------------- | --------------- | ---------------- | -------------- | ------------------------- | ----- | ---------- |
| 1             | Sasha Banks     | SmackDown        | 3              | Queen Zelinę              | 09:44 | 2          |
| 2             | Melina          | Wolna agentka    | 1              | Sashę Banks               | 00:53 | 0          |
| 3             | Tamina          | Raw              | 5              | Natalyę                   | 16:41 | 0          |
| 4             | Kelly Kelly     | Wolna agentka    | 2              | Sashę Banks               | 01:05 | 0          |
| 5             | Aliyah          | SmackDown        | 10             | Charlotte Flair           | 22:50 | 0          |
| 6             | Liv Morgan      | Raw              | 17             | Brie Bellę                | 37:20 | 0          |
| 7             | Queen Zelina    | Raw              | 9              | Rheę Ripley               | 17:25 | 1          |
| 8             | Bianca Belair   | Raw              | 27             | Charlotte Flair           | 47:30 | 0          |
| 9             | Dana Brooke     | Raw              | 4              | Michelle McCool           | 02:12 | 0          |
| 10            | Michelle McCool | Wolna agentka    | 13             | Mickie James              | 20:50 | 1          |
| 11            | Sonya Deville   | Wolna agentka    | 7              | Naomi                     | 02:00 | 2          |
| 12            | Natalya         | SmackDown        | 24             | Rondę Rousey              | 36:17 | 2          |
| 13            | Cameron         | Wolna agentka    | 6              | Sonyę Deville             | 00:51 | 0          |
| 14            | Naomi           | SmackDown        | 11             | Sonyę Deville*            | 07:18 | 1          |
| 15            | Carmella        | Raw              | 8              | Rheę Ripley               | 00:50 | 0          |
| 16            | Rhea Ripley     | Raw              | 26             | Charlotte Flair           | 30:59 | 3          |
| 17            | Charlotte Flair | SmackDown        | 29             | Rondę Rousey              | 31:23 | 6          |
| 18            | Ivory           | Hall of Fame     | 12             | Rheę Ripley               | 00:25 | 0          |
| 19            | Brie Bella      | Hall of Fame     | 22             | Rondę Rousey              | 19:21 | 3          |
| 20            | Mickie James    | Impact Wrestling | 18             | Litę                      | 11:40 | 1          |
| 21            | Alicia Fox      | Wolna agentka    | 15             | Nikki Bellę               | 06:30 | 0          |
| 22            | Nikki A.S.H.    | Raw              | 20             | Rondę Rousey              | 12:13 | 1          |
| 23            | Summer Rae      | Wolna agentka    | 14             | Charlotte Flair i Natalyę | 00:52 | 0          |
| 24            | Nikki Bella     | Hall of Fame     | 21             | Brie Bellę                | 08:40 | 2          |
| 25            | Sarah Logan     | Wolna agentka    | 16             | Brie Bellę i Nikki Bellę  | 00:43 | 0          |
| 26            | Lita            | Hall of Fame     | 25             | Charlotte Flair           | 10:21 | 1          |
| 27            | Mighty Molly    | Hall of Fame     | 19             | Nikki A.S.H.              | 00:20 | 0          |
| 28            | Ronda Rousey    | Wolna agentka    | —              | Zwyciężczyni              | 10:16 | 5          |
| 29            | Shotzi          | SmackDown        | 23             | Rondę Rousey              | 02:56 | 0          |
| 30            | Shayna Baszler  | SmackDown        | 28             | Charlotte Flair           | 05:31 | 0          |

(*) – Sonya Deville była już wyeliminowana, kiedy ona wyeliminowała Naomi.

### Wejścia i eliminacje w męskim Royal Rumble matchu
– członek brandu Raw
    – członek brandu SmackDown
    – celebryta
    – wolny agent
    – zwycięzca
| Nr. wejściowy | Wrestler          | Brand       | Nr. eliminacji | Wyeliminowany przez                                                                            | Czas  | Eliminacje |
| ------------- | ----------------- | ----------- | -------------- | ---------------------------------------------------------------------------------------------- | ----- | ---------- |
| 1             | AJ Styles         | Raw         | 14             | Madcap Mossa                                                                                   | 29:06 | 6          |
| 2             | Shinsuke Nakamura | SmackDown   | 2              | AJ Stylesa                                                                                     | 05:51 | 0          |
| 3             | Austin Theory     | Raw         | 11             | AJ Stylesa                                                                                     | 22:06 | 1          |
| 4             | Robert Roode      | Raw         | 1              | AJ Stylesa                                                                                     | 00:54 | 0          |
| 5             | Ridge Holland     | SmackDown   | 12             | AJ Stylesa                                                                                     | 19:11 | 1          |
| 6             | Montez Ford       | Raw         | 6              | Omosa                                                                                          | 09:10 | 0          |
| 7             | Damian Priest     | Raw         | 7              | Omosa                                                                                          | 11:04 | 0          |
| 8             | Sami Zayn         | SmackDown   | 4              | AJ Stylesa                                                                                     | 03:17 | 1          |
| 9             | Johnny Knoxville  | Celebryta   | 3              | Samiego Zayna                                                                                  | 01:26 | 0          |
| 10            | Angelo Dawkins    | Raw         | 5              | Omosa                                                                                          | 02:15 | 0          |
| 11            | Omos              | Raw         | 8              | AJ Stylesa, Austina Theory’ego, Chada Gable’a, Dominika Mysterio, Ricocheta i Ridge’a Hollanda | 04:24 | 3          |
| 12            | Ricochet          | SmackDown   | 9              | Happy’ego Corbina                                                                              | 04:23 | 1          |
| 13            | Chad Gable        | Raw         | 13             | Ricka Boogsa                                                                                   | 08:18 | 1          |
| 14            | Dominik Mysterio  | Raw         | 10             | Happy’ego Corbina                                                                              | 03:44 | 1          |
| 15            | Happy Corbin      | SmackDown   | 17             | Drew McIntyre’a                                                                                | 10:47 | 3          |
| 16            | Dolph Ziggler     | Raw         | 20             | Reya Mysterio i Bad Bunny’ego                                                                  | 20:46 | 0          |
| 17            | Sheamus           | SmackDown   | 19             | Bad Bunny’ego                                                                                  | 17:55 | 0          |
| 18            | Rick Boogs        | SmackDown   | 15             | Happy’ego Corbina                                                                              | 04:33 | 1          |
| 19            | Madcap Moss       | SmackDown   | 16             | Drew McIntyre’a                                                                                | 04:24 | 1          |
| 20            | Riddle            | Raw         | 27             | Brocka Lesnara                                                                                 | 19:46 | 2          |
| 21            | Drew McIntyre     | SmackDown   | 29             | Brocka Lesnara                                                                                 | 19:18 | 2          |
| 22            | Kevin Owens       | Raw         | 22             | Shane’a McMahona                                                                               | 11:13 | 1          |
| 23            | Rey Mysterio      | Raw         | 21             | Otisa                                                                                          | 09:05 | 1          |
| 24            | Kofi Kingston     | SmackDown   | 18             | Kevina Owensa                                                                                  | 00:21 | 0          |
| 25            | Otis              | Raw         | 24             | Riddle’a i Randy’ego Ortona                                                                    | 08:52 | 1          |
| 26            | Big E             | Raw         | 23             | Riddle’a i Randy’ego Ortona                                                                    | 06:37 | 0          |
| 27            | Bad Bunny         | Celebryta   | 26             | Brocka Lesnara                                                                                 | 07:41 | 2          |
| 28            | Shane McMahon     | Wolny agent | 28             | Brocka Lesnara                                                                                 | 05:38 | 1          |
| 29            | Randy Orton       | Raw         | 25             | Brocka Lesnara                                                                                 | 02:21 | 2          |
| 30            | Brock Lesnar      | Raw         | —              | Zwycięzca                                                                                      | 02:32 | 5          |

## Wydarzenia po gali
W następnym odcinku Raw, Ronda Rousey zastanawiała się, o który tytuł walczyć, ponieważ miała burzliwą historię z obydwoma panującymi mistrzyniami. Po tym, jak mistrzyni kobiet Raw Becky Lynch skonfrontowała się z Rousey i zażądała, aby dokonała wyboru tej nocy, Rousey odpowiedziała, że ujawni swój wybór na SmackDown. Tam Rousey ogłosiła, że wyzwie Charlotte Flair na walkę o SmackDown Women’s Championship na WrestleManii 38.

### Raw
Również w następnym odcinku Raw, Brock Lesnar ujawnił, że będzie walczył z Romanem Reignsem o Universal Championship na WrestleManii 38. Jednak wyzwał również Bobby’ego Lashleya na rewanż o WWE Championship tej nocy z powodu kontrowersyjnego zakończenia walki na Royal Rumble. Lashley odmówił, jednak WWE official Adam Pearce dodał Lesnara do WWE Championship Elimination Chamber matchu na Elimination Chamber. Seth "Freakin" Rollins został również dodany do Chamber matchu ze względu na techniczne pokonanie Reignsa na Royal Rumble. Lesnar wygrał Elimination Chamber match, aby odzyskać WWE Championship, tym samym przekształcając swoją walkę o Universal Championship przeciwko Reignsowi na WrestleManii w Winner Takes All Championship Unification match.

### SmackDown
Drew McIntyre kontynuował również rywalizację z Happym Corbinem i Madcap Mossem na SmackDown, ponieważ prawie zakończyli jego karierę na Day 1.